# Únětická kultura

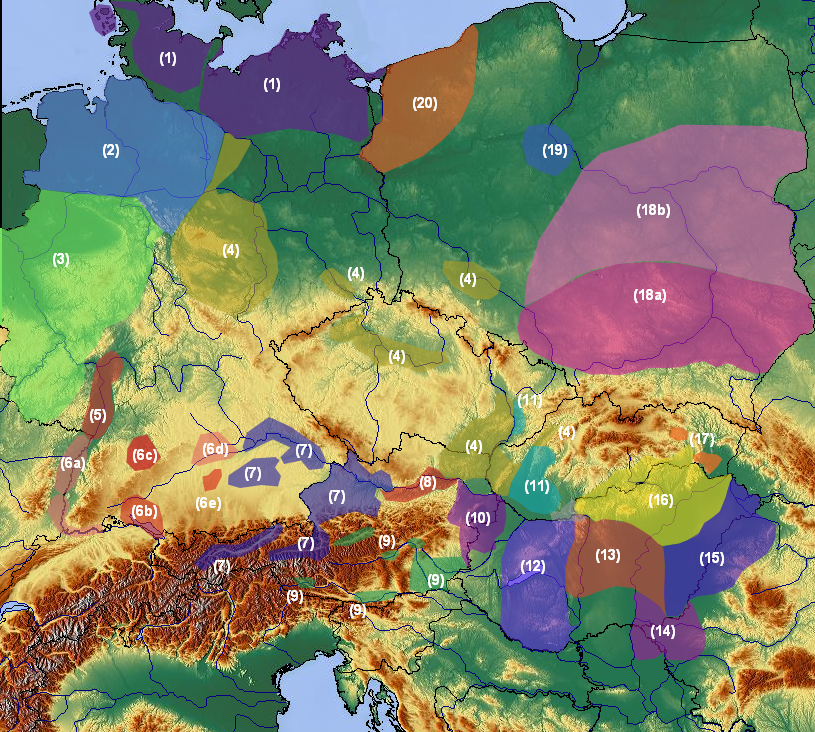
Kultury počátku doby bronzové ve střední Evropě. Únětická kultura označena číslem (4)

Únětická kultura je archeologická kultura spadající do starší doby bronzové, podle Reineckeho systému do stupňů BA1–BA2, kdy nejstarší fáze, zvaná protoúnětická, spadá ještě do závěru eneolitu. Název získala podle pohřebiště v Úněticích u Roztok a Prahy-Suchdol, které v 70. letech 19. století prokopal Čeněk Ryzner; od roku 1987 je toto pohřebiště kulturní památkou.
Únětická kultura vznikla na konci eneolitu, kolem roku 2300 př. n. l., z prostředí místních kultur a pod vlivem z jihovýchodu nesoucím znalost bronzu. Východní hranici obývaného území v době největšího rozkvětu tvořila slovenská řeka Žitava. Směrem na západ zasahovalo osídlené území až do Porýní. Severní hranici tvořilo střední Německo a Velkopolsko (Poznaňsko), jižní hranicí pak byla řeka Dunaj. Únětická kultura v této oblasti střední Evropy hrála vůdčí úlohu po dobu asi 500 let a její jádro se nacházelo v Čechách. Územím procházely důležité obchodní cesty spojující sever a jih, po kterých putovala měď, jantar a další artikl. Únětická kultura zaniká na konci starší doby bronzové, po roce 1700 př. n. l., vyzníváním do mohylových kultur střední doby bronzové.

## Dějiny bádání
Památky únětické kultury byly zkoumány v Čechách již v roce 1843 ve Skalsku a 1845 v Libčanech, do povědomí odborné veřejnosti se ale dostaly zejména díky výzkumu Čeňka Rýznera na pohřebišti u Únětic u Prahy, provedeného v sedmdesátých letech devatenáctého století a publikovaného roku 1880. Do konce století byly odkryty další lokality zejména východně od Prahy, na Slánsku a v jižních Čechách. Na Moravě je významný výzkum Antona Rzehaka v Měníně u Brna, téměř současný s Rýznerovým, publikovaný 1882, a potom tři lokality Jaroslava Palliardiho u Znojma a Břeclavi.(PDM 234)
Název únětická kultura navrhl Jindřich Matiegka v roce 1892. Významná je publikace H. Richlého z roku 1894, která se zabývala jihočeskými nálezy a jako první i jejich vztahem k Podunají. V roce 1896 navrhl Jaroslav Palliardi podle svých výzkumů na třech pohřebištích (Těšetice, Oblekovice, Mikulov) rozdělení kultury na tři období, které je rámcově platné do dnes.(PDM s240) Nálezy družiny kolem Josefa Ladislava Píče byly publikovány v jeho práci Starožitnosti z roku 1899, byly však nesprávně zařazeny spolu s jinými kulturami, na což upozornil Karel Buchtela. Krátce na to uveřejnil I. L. Červinka podobnou shrnující práci pro Moravu (Morava za pravěku; 1902). Vývoj únětické kultury z kultur eneolitických se pokusil popsat roku 1909 F. Černý.(PDM 234)
V meziválečném období má výzkum v Čechách jen málo odkryvů a publikací materiálu, kdy významnější tvoří jen publikace nálezů z pohřebiště Polepy na Kolínsku. Ve třicátých letech vedla v jižních Čechách moderní výzkum Harvardova univerzita. Na Moravě byly naproti tomu zásluhou brněnské pobočky Státního archeologického ústavu a I. L. Červinky odkryty pohřebiště Němčice nad Hanou, Kyjovice a Holásky.(PDM 235) Poznání tehdejší doby bylo shrnuto v pracích Jaroslava Böhma (1924, 1928, 1932, 1937, 1941), který se jako první pokusil o synchronizaci s kulturami okolních zemí, všiml si podobnosti nálezů z Čech a Moravy a posunul se od typologie k otázkám společensko-ekonomickým. Další shrnutí je v pracích I. L. Červinky a v disertační práci Karla Tihelky z roku 1939.(PDM 235) Vývoj a vznik kultury řešil K. Buchtela (1899), A. Stocký (1926, 1927, 1930) a Jan Filip (1947).(PDM 235) Významné teoretické práce uveřejnil Josef Schránil (1921, 1928).
V době po druhé světové válce se vedly další výzkumy v jižních Čechách (např. Dívčí kámen), ve středních Čechách (např. Slánská hora, Čejetičky, Brodce), ve východních Čechách (např. Plotiště nad Labem) a na Moravě (Brno-Černé pole, Blučina, Holešov), které rozšířily pramennou základnu o únětické kultuře.(PDM 235) Obecná teoretická práce se objevila ve shrnutích pravěku od Jana Filipa (1948, 1962), J. Neustupného (1960), Radomíra Pleinera (1978) a Vladimíra Podborského (1993). Vývoji únětické kultury se věnoval K. Tihelka, který vyčlenil nejmladší nálezy jako věteřovský typ (1946, 1949, 1960, 1962), Jaromír Ondráček, který se zabýval periodizací (1964), protoúnětickou kulturou (1967) a rozpoznal nitranskou skupinu (1963).(PDM 235) Ladislav Hájek se zabýval lokálním vývojem v jižních Čechách, kde rozpoznal samostatnou skupinu (1954) a její kontakty s oblastí Podunají. Řada dalších prací se věnovala původu kultury a jejímu členění, aspektům sídlení a pohřbívání, vztahům k okolním oblastem, výživě, ekologie, antropologie a demografie.
V tomto období se únětickou kulturou zabývalo také mnoho autorů v zahraničí, kteří zařadili vývoj na území Česka do širšího středoevropského rámce (Mandera (1953), Martin Bartelheim (1998)).

## Chronologie a periodizace

### Relativní chronologie a periodizace
Pro periodizaci doby bronzové se ve střední Evropě nejvíce používá systém německého archeologa Paula Reineckeho vypracovaný na počátku dvacátého století. Reinecke rozčlenil dobu bronzovou na 4 stupně (A, B, C, D), které dále členil na podstupně (A1, A2, B1,…), kde starší doba bronzová spadala do stupňů A1 a A2.
Vývojem bádání bylo nutné systém dále modifikovat a pro potřeby členění únětické kultury byly zavedeny další fáze uvnitř tohoto systému. Ivana Pleinerová zavedla na základě zpracování materiálu z německého i českého Podkrušnohoří členění staršího stupně, spadajícího do eneolitu, do dvou stupňů I a II. Stupeň I je rozdělen na dvě části, starší a mladší, které ale byly po určitou dobu překryvu současné. Po stupni II následuje stupeň III, dále nedělený. který je zařazen již do doby bronzové, stupňů A1 a A2 podle Reineckeho. Podobné členění vypracoval Martin Bartelheim při novém zpracování nálezů z Polep. Václav Moucha zavedl členění na 6 fází, kde 4 spadají do pozdního eneolitu a 2 do starší doby bronzové.
Protože Reineckeho systém je vytvořen pro dobu bronzovou a únětická kultura se tvoří již v pozdním eneolitu, posunují se někdy jeho stupně A1 a A2 tak, že A1 odpovídá starší fázi únětické kultury v eneolitu a A2 teprve klasické fázi v době bronzové. Do takového upraveného systému se potom vkládá stupeň A3, který odpovídá pozdnímu období únětické kultury. Berthemes a Veyd naopak navrhli vytvoření stupně A0, který by „prodloužil“ Reineckeho systém do pozdního eneolitu.
Relativní chronologie je tvořena pomocí typologických řad artefaktů, především keramiky. Ta počítá s vývojem určitých znaků v čase a při třídění zařazuje nálezy do této typologické řady. Při novějších tříděních ale nebyla prokázána následnost některých typů nádob. Je tedy možné, že únětická kultura se nevyvíjela jako jednolitý celek, ale rozpadala se do několika skupin s odlišným vývojem, což podporují přírodovědné analýzy. Jemné členění by potom nebylo vnímáno jako chronologické, ale spíše geografické.
| Období                | Reinecke | Moucha                   | Pleinerová       | Bartelheim       | Bartelheim       | Absolutní data      |
| --------------------- | -------- | ------------------------ | ---------------- | ---------------- | ---------------- | ------------------- |
| pozdní eneolit        | (A0)     | 1. protoúnětická         | Ia Ib            | starší únětická  | 1                | 2300–2000 př. n. l. |
| pozdní eneolit        | (A0)     | 2. staroúnětická         | Ia Ib            | starší únětická  | 1                | 2300–2000 př. n. l. |
| pozdní eneolit        | (A0)     | 3. středoúnětická        | II               | starší únětická  | 2                | 2300–2000 př. n. l. |
| pozdní eneolit        | (A0)     | 4. předklasická únětická | II               | starší únětická  | 2                | 2300–2000 př. n. l. |
| starší doba bronzová  | A1       | 5. klasická únětická     | III              | mladší únětická  | 3                | 2000–1800 př. n. l. |
| starší doba bronzová  | A2       | 6. poklasická únětická   | III              | mladší únětická  | 3                | 1800–1700 př. n. l. |
| střední doba bronzová | B2       | kultura mohylová         | kultura mohylová | kultura mohylová | kultura mohylová |                     |

### Absolutní chronologie
Absolutní chronologie pro starší dobu bronzovou vychází z dat získaných radiokarbonovou metodou ze vzorků z nalezišť v Německu, které jsou kalibrovány a srovnány s chronologií starověkého Egypta a mykénské civilizace. Také na území Česka byla získána radiokarbonová data a to pro protoúnětickou fázi v Kněževsi (2200–1950 př. n. l.), staroúnětickou ve Velkých Pavlovicích (2030–2000 a 1980–1880 př. n. l.) a pro mladoúnětickou v Blučině (1750–1600.(PDM 237) Ke zpřesnění datování významně přispěla dendrochronologická metoda vycházející z nálezů z Německa a Švýcarska, která udává hraniční data starší doby bronzové 2300/2200 př. n. l. a 1665 př. n. l.
Klasické absolutní datování počátku doby bronzové bylo kladeno mezi léta 2000–1800 př. n. l.(PDM 237), ale díky výše uvedeným metodám se nyní doba bronzová klade mezi léta 2300 a 750 př. n. l. a trvání starší doby bronzové a únětické kultury od jejího počátku do období kolem roku 1700 př. n. l.

## Rozšíření a vývoj únětické kultury

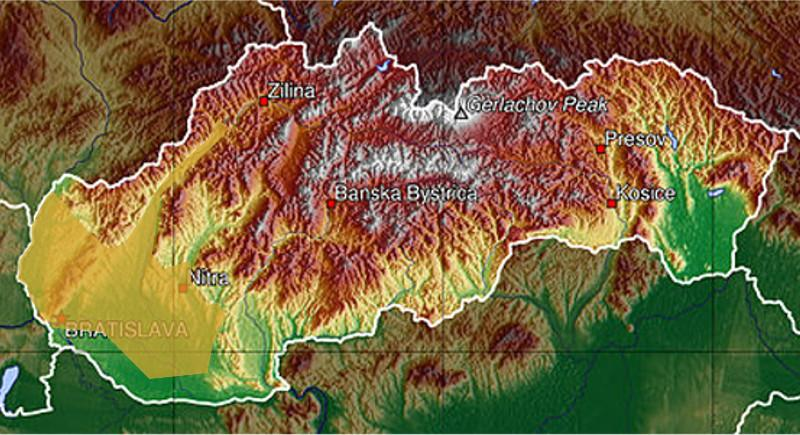
Rozšíření únětické kultury na Slovensku

Únětická kultura vznikla na konci eneolitu všeobecným konsolidačním procesem na bázi místních kultur pod vlivy přicházejícími z jihovýchodu a přinášejícími znalost bronzu.
Východní hranici obývaného území v době největšího rozkvětu tvořila slovenská řeka Žitava. Směrem na západ zasahovalo osídlené území až do Porýní, kde se únětická kultura dostávala do styku s kulturou adlerberskou. Severní hranici tvořilo střední Německo a Velkopolsko (Poznaňsko), jižní hranicí pak byla řeka Dunaj. Na celém území vznikla řada lokálních skupin – středočeská, východočeská, severozápadní, jihočeská či jihomoravskodolnorakouská

### Protoúnětická fáze
Únětická kultura se začala formovat v jihovýchodním cípu svého budoucího rozšíření na jižní Moravě a Dolním Rakousku na základě eneolitických kultur (kultury zvoncovitých pohárů a kultury se šňůrovou keramikou), ale s významným vlivem kultur z karpatské kotliny, mezi nimiž zaujímá čelní místo nagyrévská kultura.(PDM 239) Protoúnětická fáze potom postupuje z jihovýchodního směru do Čech, do prostředí přetrvávající kultury zvoncovitých pohárů, kde jsou významné nálezy ve východních a středních Čechách. Ve východních Čechách se střetává s maršvickou skupinou ze Slezska. Určité protoúnětické prvky pronikají po Labi do Saska a středního Německa.

### Vývoj na území Čech
Osídlení Čech ve starším období únětické kultury vycházelo z osídlení kultury zvoncovitých pohárů. Objevuje se ve středních, severozápadních a východních Čechách. Nálezy z dalších částí země dosud nejsou.

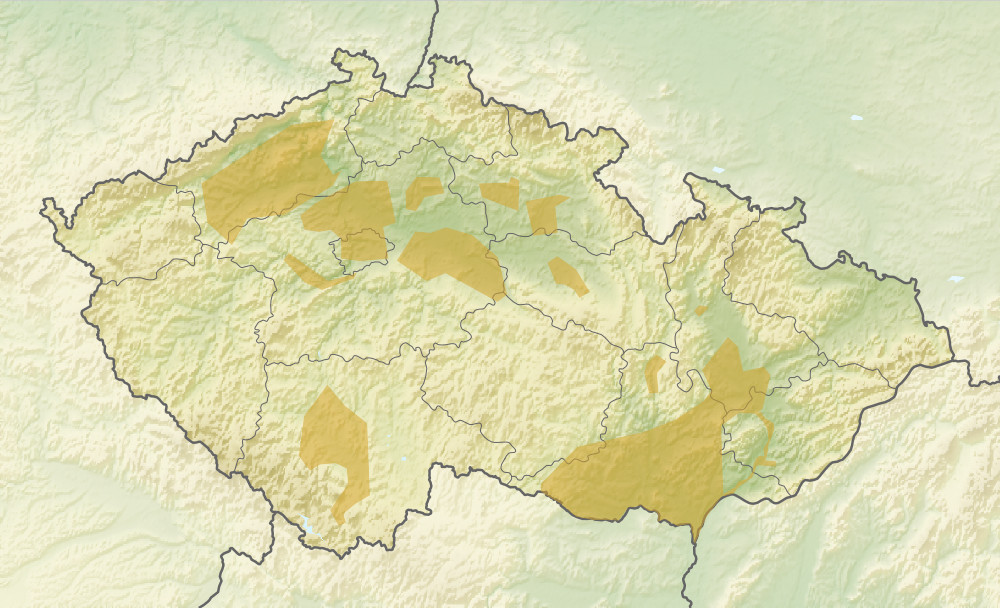
Rozšíření únětické kultury v Česku

V mladším období kultura expandovala a zformovala několik sídelních oblastí s rozdílnou hustotou osídlení a některými rozdílnými prvky v hmotné kultuře, které ale nejsou ostře ohraničené. Pro výběr oblastí hrály roli klimatické podmínky, úrodná půda, kde byla preferovaná půda písčitohlinitá, přítomnost vodního toku a nadmořská výška 200–300 metrů. (V jižních Čechách ojediněle až 800 metrů).
Sídelní oblasti v Čechách dle současného stavu výzkumu:
- Východní část středu Čech (v okolí Labe, Český Brod – Pardubice)
- Severozápadní okolí Prahy a Slánsko, Brandýsko, Mělnicko
- Severozápadní Čechy
- Pojizeří
- Severovýchodní a východní Čechy, rozpadající se na tři podoblasti
- Berounsko
- Jižní Čechy
- Plzeňsko (rozsah není znám)

Rozšíření osídlení do západních a jižních Čech je pozdější, než do ostatních oblastí. Může to souviset s přežíváním eneolititických kultur, jejichž zánik není zatím přesně určen. Impulz k rozšíření osídlení může souviset také s vývojem na území Horní Falce, kde je zaznamenáno současné pronikání prvků straubinské kultury.
Oblastí důležitou pro vývoj v Čechách jsou jižní Čechy, kde byly nejhustěji osídleny regiony Českobudějovicka a Vltavotýnska. Artefakty nalezené v této oblasti ukazují na široké vazby s okolím. Již ke konci staršího období to jsou vazby ke středočeské oblasti, ke kultuře straubinské a německé únětické a ke skupině unterwölbling v Rakousku. Později v mladším období se styky ještě rozšiřují dále do Podunají, Karpatské kotliny, Bavorska, jsou zaznamenány kontakty se skupinami věteřovskou a böheimkirchen. Vznikají zde opevněná i neopevněná sídliště, na nichž se projevují nové vyspělé prvky. Nálezy na sídlišti v Hostech nasvědčují dokonce přímé přítomnosti nositelů kultur hatvanské a maďarovské. Jsou zaznamenány i kulturní vlivy z Itálie a Středomoří. Jihočeská oblast zprostředkovávala obchodní spojení s alpskými měděnými doly a hutěmi, oblastí procházela obchodní cesta spojující Podunají se severem Evropy, která vedla především kolem Vltavy. Obchodovány byly hotové výrobky z Podunají, dále surová měď i vlastní výrobky podle těchto vzorů. Směrem na jih proudil baltský jantar.
Středočeská oblast ležela na křižovatce dvou významných obchodních tras. Byla to trasa směrem na jih, přes jižní Čechy dále do Podunají a do Alp, a potom trasa spojující Moravu. Obchodní cesty dále pokračovaly po Labi přes severozápadní českou oblast do středního Německa a dále. Kontakty středočeské oblasti s labsko-oderskou dokládají lité výrobky a výskyt jantaru. Nejsilnější vlivy ze středoněmecké oblasti jsou patrné v architektuře domů sídlišť v severozápadních Čechách.
Ve východních Čechách bylo osídlení hlavně na Královéhradecku, ale i v několika dalších roztroušených oblastech hraničního charakteru. Objevuje se zde jantar a i další prvky dokládají kontakty s územím Polska; hlavní jsou kontakty s oblastí Moravy.

### Vývoj jihomoravskodolnorakouské skupiny
Osídlení protoúnětické fáze na Moravě zahrnovalo malé území na jihu Moravy a drobné osídlení bylo i na Hané. Levý břeh řeky Moravy tehdy obývali nositelé kultury Chłopice-Veselé. Ve druhém, starším, období došlo k upevnění únětické společnosti a obývané území se rozrostlo i do vyšších poloh a dospělo až k pravému břehu řeky Moravy. Druhý břeh tehdy obýval lid nitranské skupiny a mezi oběma kulturami docházelo ke stykům a vzájemnému ovlivňování. Únětická kultura začala posléze pronikat i přes řeku Moravu a došlo ke splynutí s tamním obyvatelstvem.(PDM 240) V přilehlých oblastech Rakouska lze předpokládat již protoúnětickou fázi, ale s pravděpodobným souběhem se skupinou Ragelsdorf-Oggau. Další upevňování a rozvoj kultury na území Rakouska dokládají lokality Ebendorf, Roselsdof (pohřebiště) a Pulkau (sídliště).(BOÖ 103)
V mladším období pak únětická kultura proniká až na Slovensko do oblasti dolního toku Nitry, kde ukončuje trvání nitranské skupiny(DPRD 127) Na Slovensku se usídluje v Podunajské nížině, podél Váhu postupuje až k Púchovu, šíří se podél Žitavy a Nitry. Na jihovýchodní hranici rozšíření probíhá styk s kulturami karpatské oblasti a vzniká smíšený tzv. hurbanovský typ.(SDB 64) Na Moravě se osídlení dále rozšiřuje a proniká povodím Svitavy a tvoří malou enklávu až na Malé Hané.(PDM 242)

## Pohřebiště
Hlavním prvkem poznání únětické kultury jsou pohřebiště. Ta nejsou příliš velká (většinou do 40 hrobů), ale známe i pohřebiště větších rozměrů. Na Moravě to jsou například Šardičky či Němčice na Hané (přes 70 hrobů), v Čechách pak například Polepy u Kolína (141, resp. 142 hrobů).
Na pohřebištích únětické kultury se lze často setkat s tzv. baumsargy – tedy česky stromovými rakvemi – i když je toto označení poněkud nadnesené. Tento jev není pouze specifikem únětické kultury, ale setkáváme se s ním ve starší době bronzové poměrně často po celé Evropě, od Ruska až po Velkou Británii. Ovšem není neměnným pravidlem, že musí být pohřby ve stromových rakvích, máme i nálezy hrobových jam, ve kterých stromové rakve nalezeny nebyly.
Zcela běžně se u únětické kultury setkáváme s druhotným otvíráním hrobů. Předpokládány jsou dva motivy, a to motiv materiální nebo rituální.

## Sídliště
Kromě pohřebišť jsou známa i četná sídliště. Nejdříve to byla prostá, otevřená sídliště, teprve v mladším období se objevují doklady o osídlování výšinných poloh (u kterých zatím nebylo doloženo opevnění). Lidé žili v domech nadzemní kůlové konstrukce, které měly obdélníkový tvar a sedlovou střechu. Největší byl objeven v Březně u Loun (24 × 6,5 metru), ale jsou známy i menší domy a také zahloubené objekty, u kterých není jasná funkce.

### Zásobní jámy
Pro únětickou kulturu byly velmi typické zásobní jámy únětického typu. Byly to hluboké, prostorné jámy s válcovitým nebo mírně kónickým hrdlem, klenutými stěnami a poměrně rovným dnem. Jámy často dosahovaly značných hloubek a nejčastěji sloužily jako obilnice.

## Bronzové depoty
Dalším typickým jevem doby bronzové je výskyt bronzových depotů. Máme dva druhy těchto depotů: reversibilní (jakési úschovny materiálu, kde existuje předpoklad, že měly být ze země opět vyzvednuty) a ireversibilní (sakrální, votivní dary – předměty uložené do země bez předpokladu jejich opětovného vyzvednutí). Celkově převažují depoty surovinové, zejména depoty hřiven.

## Hmotná kultura
Z bronzových nástrojů se používaly sekery s lištami různého typu (únětického, italského, švýcarského), šídla, dláta a hřebeny. Ze zbraní to byly triangulární dýky, hrotité sekery, hroty oštěpů a sekeromlaty. Bronzové šperky byly tvořeny záušnicemi a náušnicemi, závěsky do vlasů, náramky, nápažníky a jehlicemi. Kromě toho se používaly kamenné, kostěné a parohové předměty a také keramika.

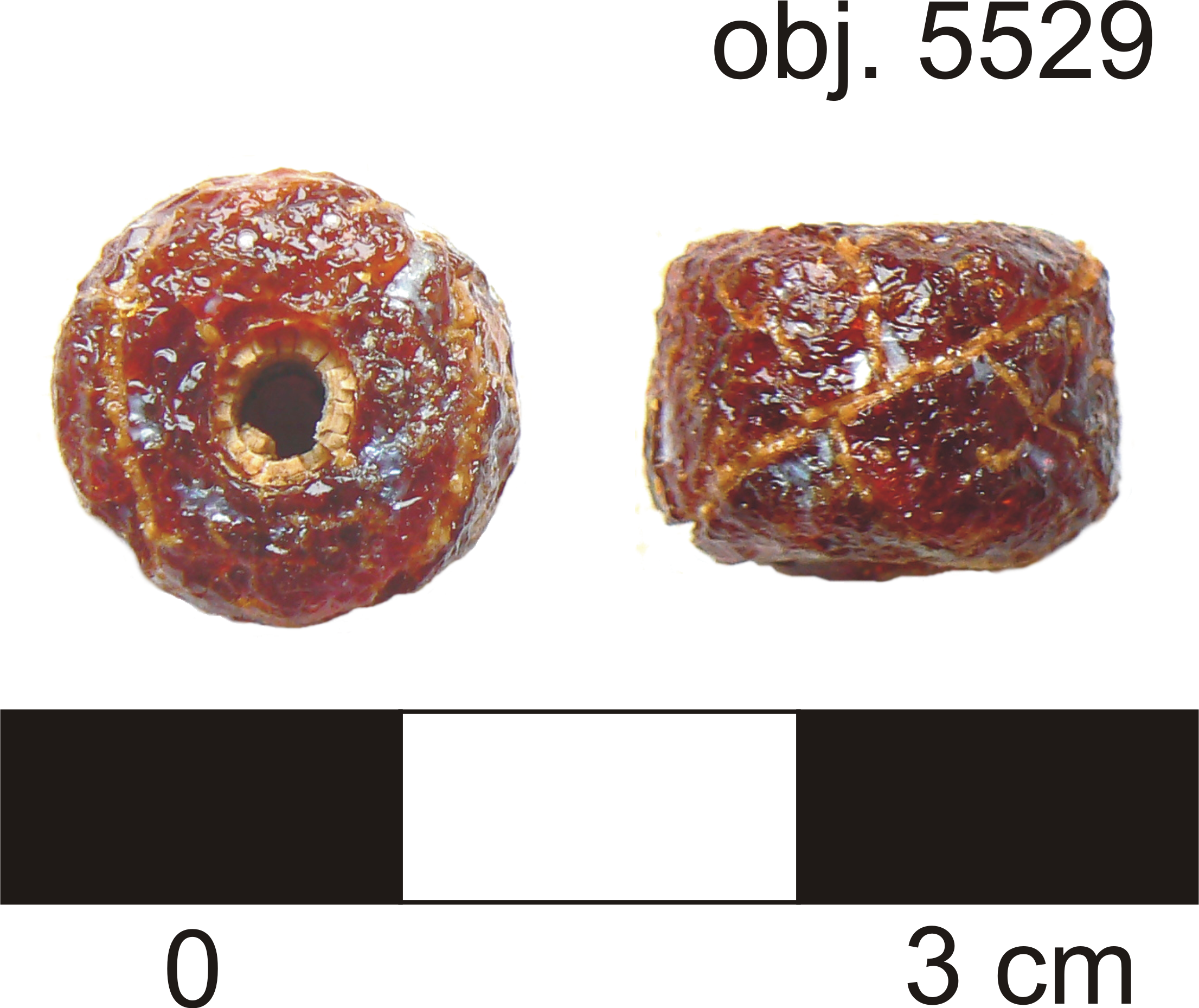
Jantarový korálek z hrobu v Brně-Tuřanech
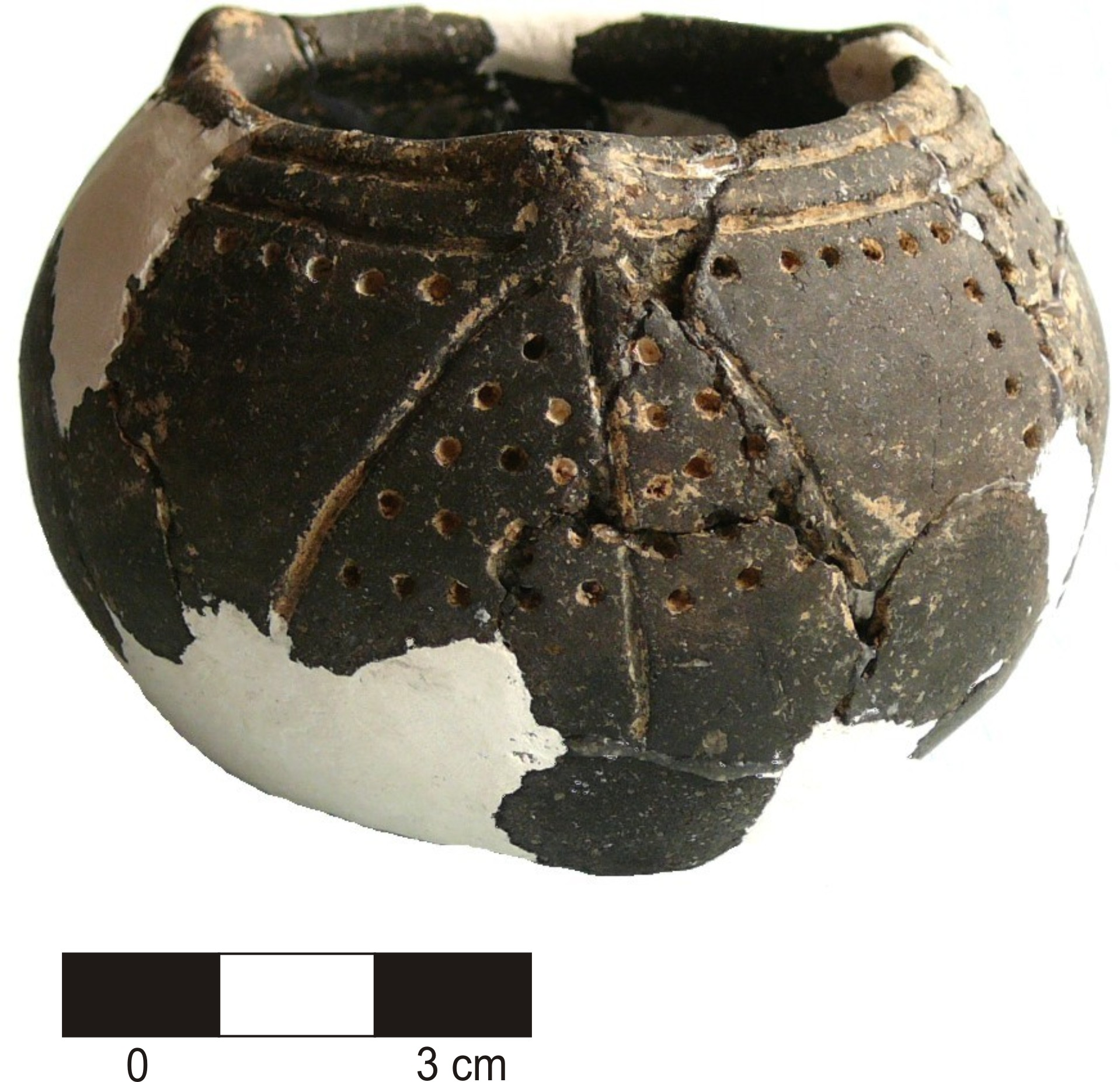
Zdobené miniaturní osudí z hrobu v Brně-Tuřanech
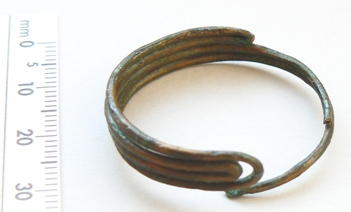
Bronzová záušnice z hrobu v Brně-Tuřanech
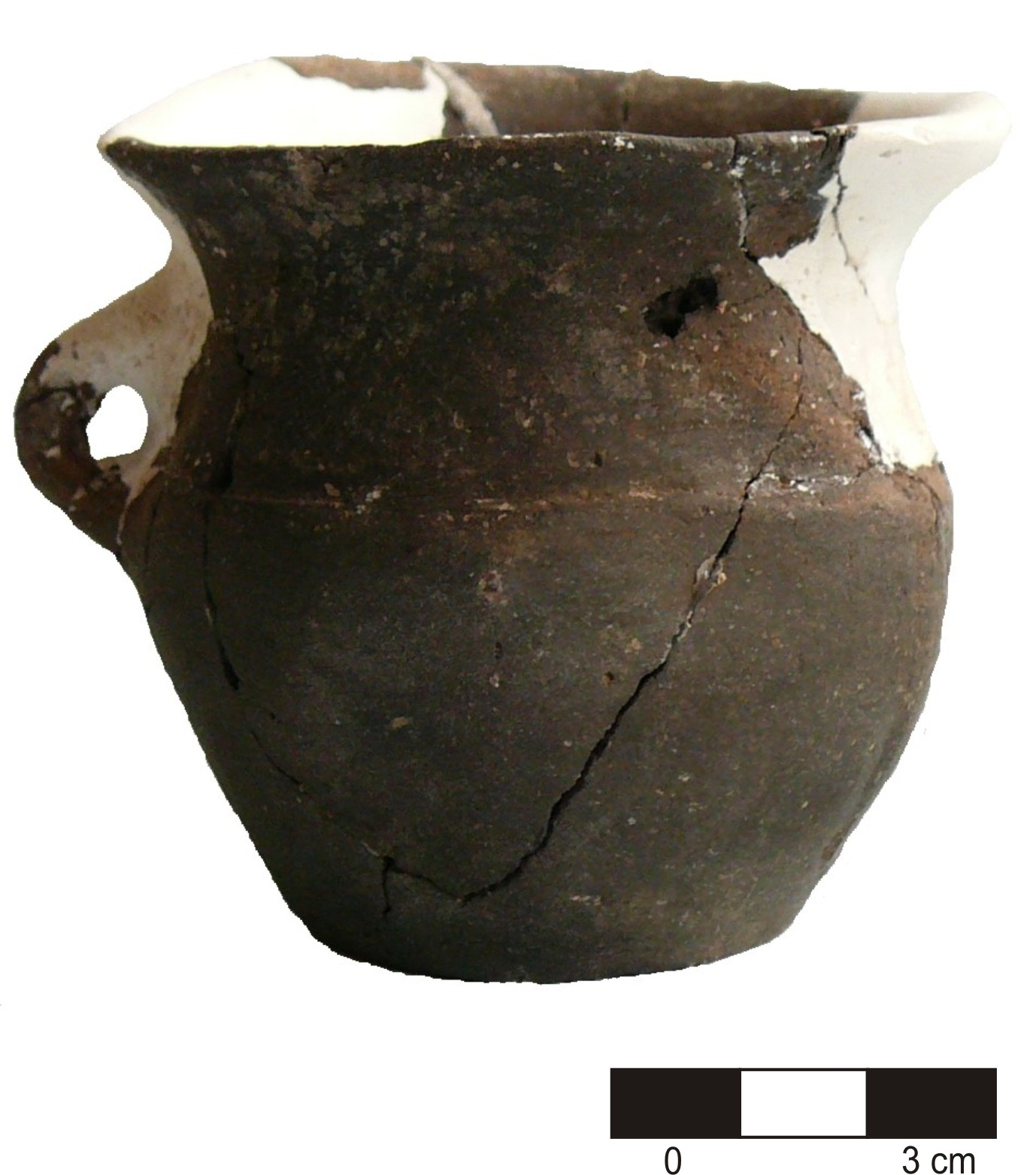
Miniaturní hrnek z hrobu v Brně-Tuřanech

### Keramika
Keramika byla technicky na vysoké úrovni, byla kvalitně vypálena a měla tmavě šedý až černý povrch. Koflíky a misky byly černě potaženy a leštěny. Keramika byla málo zdobená a nacházíme rozdíly mezi hrobovým inventářem a materiálem ze sídlišť. Používaly se hrnce a hrnky, zásobnice, mísy, džbánky, pohárky a velmi charakteristické koflíky a osudíčka.

## Importované vzory
V inventáři únětické kultury se nachází mnoho různých variant vyhotovení jehlic. Byly to například vzory jehlic z alpsko-švýcarského okruhu bronzové kultury, do které například patří jehlice s hlavicí lopatkovitou, terčovitou a berličkovitou, z italského prostředí k nám pronikla jehlice křížová. Asi nejdůležitějším importovaným vzorem jehlice byla jehlice maloasijského původu, takzvaná jehlice kyperská, jež měla tyto varianty jehlice kyperská s vývalky na krčku, s provrtaným krčkem nebo hlavicí a jehlice vázičkovitá. Většina těchto importovaných vzorů se však u lidu únětické kultury neujala, jedním z mála ze zdomácnělých vzorů je jehlice kyperská a to protože přišla do oblasti jako první. Jihovýchodní vzory lze zpozorovat u technicky složitých záušnic a návlasniček, které se vyráběly kličkovitým vinutím dvojitého drátu. Vzory z jihovýchodu můžeme také rozpoznat u náušnic vyráběných únětickou kulturou a to ať se jedná jak u náušnic vyráběných z bronzu tak i u těch zhotovovaných ze zlata. Zlato potřebné k výrobě šperků bývalo dováženo ze sedmihradské oblasti.

## Význam únětické kultury pro střední Evropu
Byla to právě kultura únětická, která se nacházela v srdci Evropy a která v této oblasti zastávala asi po pět staletí vůdčí úlohu. Rozvoj jednotlivých kultur jako i kultury únětické závisel v této době na nerostných ložiscích, mezi nejdůležitější surovinu patřila měď. Centrem této kultury, která během starší doby bronzové zaujala rozsáhlé území od řeky Wartu na severu až po Moravské pole na jihu a jižní Harc na jihu, se v průběhu času staly Čechy, zde byla tato kultura také rozpoznána. Dalším důležitým faktorem pro rozvoj únětické kultury byla její poloha. Přes území, na kterém se nalézala, totiž vedly mnohé důležité obchodní cesty, ať už to byly obchodní trasy ze severu, po kterých putoval cenný jantar z baltských oblastí, nebo to bylo spojení s jihem.